# Almost in love
「almost in love」（オルモスト・イン・ラヴ）は、2005年11月2日に発売されたCHEMISTRY16枚目のシングル。発売元はデフスターレコーズ。

## 解説
アルバム『fo(u)r』の先行シングル。
Crystal Kayとのコラボ曲「Two As One」を経て、CHEMISTRY単独名義では「Wings of Words」から3ヶ月ぶりの発売。
「almost in love」は恋から愛に移り変わる様を歌ったバラード曲。「恋するハニカミ!」テーマソング。
作詞はH.U.Bによるものだが、CHEMISTRY2人も深く携わっている。
本曲で2005年の紅白歌合戦出場した。
C/WにはCrystal Kayとのコラボ楽曲、「Two As One」のCHEMISTRY×Crystal Kayバージョンと14枚目のシングル「キミがいる」のリミックスを収録。

## 収録曲
1. almost in love
作詞：H.U.B／作曲：大智・小田原友洋／編曲・弦編曲：長岡成貢
TBS「恋するハニカミ!」テーマ
2. Two As One / CHEMISTRY × Crystal Kay
作詞：H.U.B／作曲：松本俊明／編曲：AKIRA
トヨタ「ウィッシュ」CMソング。Crystal Kayとコラボした「Two As One」CHEMISTRYバージョン。コラボ盤と歌詞が異なり男性側視点で描かれている。CHEMISTRY × Crystal Kay名義で収録。
3. キミがいる （MATALLY New Era Mix）
a CHEMISTRY joint 039
作詞：秦建日子　作曲：市川淳　編曲：MATALLY
4. almost in love （Instrumental）